# Tocador

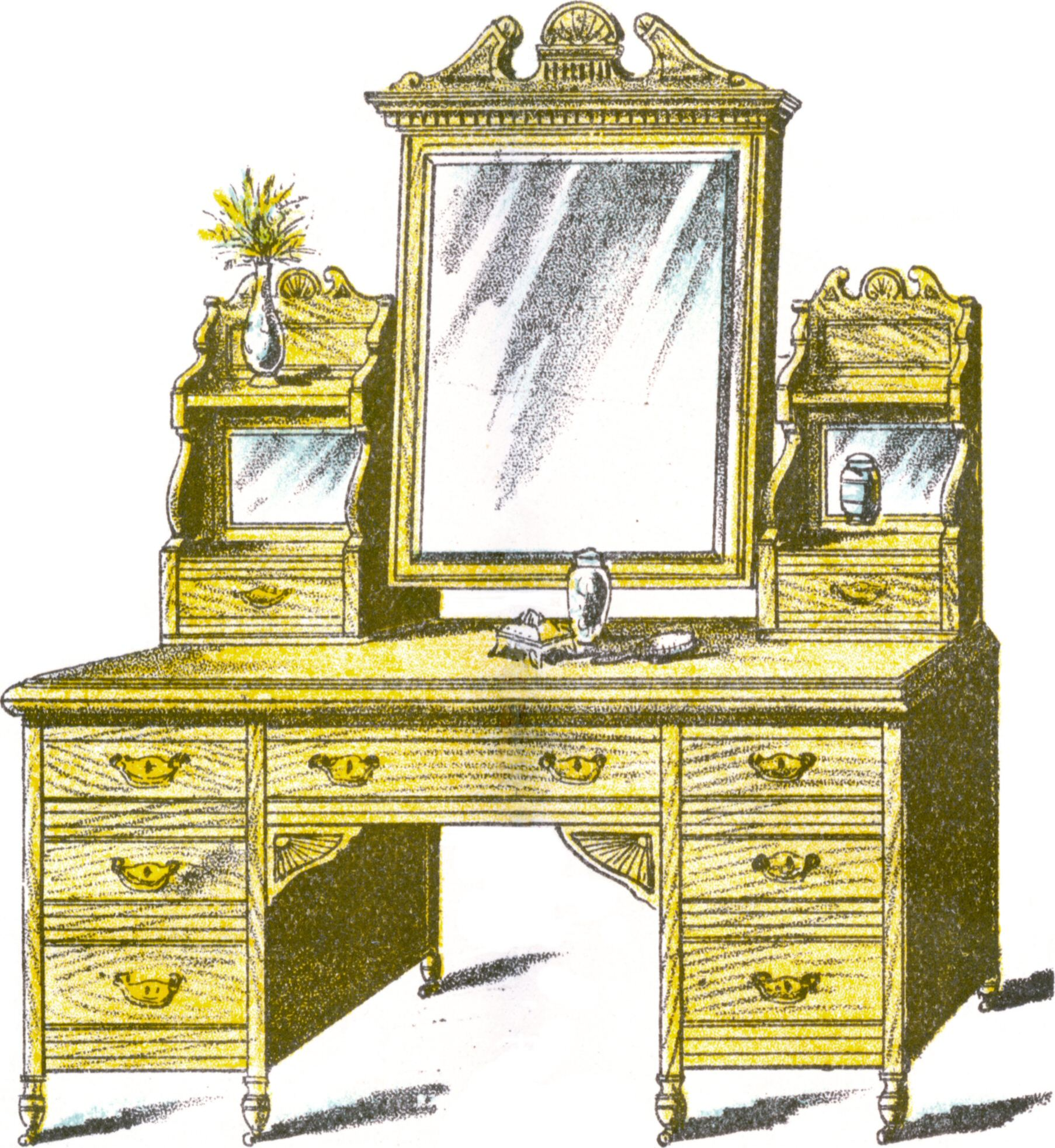
Dibujo de un tocador, 1886.

Ilusión óptica por Charles Allan Gilbert en 1892, muestra a una mujer sentada frente a un tocador, que visto de lejos parece ser una calavera.

Un tocador, también llamado una peinadora en el español filipino, es un mueble que sirve para arreglar el tocado, es decir el arreglo de la cabeza, ya sea el peinado o la disposición de cualquier prenda cubrecabezas.
Con forma habitualmente de escritorio suele constar de un espejo y una serie de cajones donde se pueden guardar los instrumentos, cosméticos, perfumes y adornos necesarios para tal fin. Suele situarse en el dormitorio o pieza aledaña denominada también tocador.

## Historia
Los primeros tocadores se iniciaron en el Antiguo Egipto y consistían en unas cajas en donde se almacenaba lo necesario para un ritual de belleza.
En Europa a finales del siglo XVII fue donde se logró el desarrollo de los tocadores, parecidos a los de hoy en día.